# Wołodymyr Zołkin
Wołodymyr Ołeksandrowycz Zołkin (ukr. Володимир Золкін, ur. 8 września 1981 w Kijowie) – ukraiński youtuber i aktywista. Zyskał rozgłos w 2022 roku po rosyjskiej inwazji na Ukrainę, przeprowadzając wywiady z jeńcami wojennymi na swoim kanale YouTube (o nazwie Volodymyr Zolkin), począwszy od 18 marca 2022 roku. Publikuje także w Wolnych Mediach Ukrainy (ukr. Відкриті Медіа України). Część wywiadów dostępnych na kanale przeprowadził ukraiński dziennikarz Dmitrij (Dmitro) Karpenko (ukr. Дмитро Карпенко).

## Geneza wywiadów
Po inwazji Rosji na Ukrainę Wiktor Andrusiw (ukr. Віктор Володимирович Андрусів), ówczesny doradca Ministra Spraw Wewnętrznych Ukrainy, uruchomił projekt internetowy „Szukaj bliskich” (ros. Ищи своих, ukr. Шукай своїх, dosłowne tłumaczenie nazwy: „Szukaj swoich”). W ramach projektu na dwóch kanałach w serwisie Telegram i na stronie internetowej regularnie publikowane są zdjęcia pojmanych do niewoli rosyjskich żołnierzy, ich dane osobowe, fotografie zwłok zabitych i znalezionych przy nich dokumentów oraz inne treści związane z wojną. Strona internetowa projektu (200rf.com) została zablokowana na terenie Rosji 27 lutego 2022 r. na podstawie decyzji prokuratury generalnej, jednak kanały w Telegramie są dostępne. W uruchomienie projektu zaangażowany był Dmitrij Karpenko, następnie Zołkin zaczął rozmawiać telefonicznie z Rosjanami, którzy odnaleźli krewnych wśród opublikowanych fotografii i nagrywać rozmowy z pojmanymi do niewoli i ich rodzinami. Wiosną 2022 r. Zołkin koordynował projekt „Szukaj bliskich”, z czego zrezygnował w późniejszym terminie.

## Wywiady
Wedle szacunków Zołkina połowę widzów kanału stanowią Rosjanie, a 25% jeńców poddało się samodzielnie, między innymi poprzez kontakt z infolinią Chcę żyć. Przebieg nagrań opisał w słowach: „Bladzi, wyraźnie zdenerwowani więźniowie proszeni są o potwierdzenie, że zgodzili się na wywiad i jego transmisję, zanim zostaną poproszeni o złożenie relacji z ich przeszłości wojskowej i wydarzeń, które doprowadziły do ich schwytania, wraz z przemyśleniami na temat wojny. [...] Więźniowie są następnie proszeni o zadzwonienie do ich rodziny i przyjaciół w domu. Założenie jest takie, że matki pojmanych żołnierzy szczerze wysłuchają tego, co ich synowie opowiedzą o realiach wojny”.
Zołkin samodzielnie telefonuje też do Rosjan z wiadomościami o ich bliskich w armii stacjonującej na Ukrainie i stara się przeciwdziałać dezinformacji o wojnie ze strony państwa rosyjskiego. Dopasowuje zapytania do zdjęć i filmów z linii frontu. Podczas jednego z wywiadów Dmitrij Karpenko rozmawiał telefonicznie z oficerem FSB, ponieważ uprzednio przedstawiciel FSB oskarżył dziennikarzy o przemoc fizyczną wobec jeńców i zmuszanie ich groźbą do wygłaszania treści kompromitujących rosyjską armię (w nagraniach rosyjscy żołnierze skarżyli się na chaos, złe warunki, brak sprzętu, zapłaty lub celowe wprowadzania w błąd ze strony dowódców).
Filmy Zołkina były szeroko komentowane i chwalone w zachodnich mediach, chociaż prawnicy sugerowali, że łamie on nimi Trzecią Konwencję Genewską występując z jeńcami wojennymi w internecie. Zołkin nie zgadza się z tym oskarżeniem.